# Живые поэты
«Живые поэты» («ЖЫ») — авторский литературный проект Андрея Орловского, крупнейший поэтический проект на территории СНГ. Всего редакторы получили более 20 000 заявок, а участниками «ЖЫ» стало 250 авторов из 80 городов 15 стран.

## О проекте

### История и участники
Проект «Живые поэты» или «ЖЫ» был основан в 2014 году поэтом, журналистом и писателем Андреем Орловским. На протяжении десяти лет Андрей путешествовал по городам, встречая авторов, которые никак не интегрированы в существующее литературное пространство. Начавшись, как личная версия литературной карты СНГ, проект быстро нашел поддержку в кругах признанных литераторов, известных музыкантов, журналистов и культуртрегеров. Среди авторов «ЖЫ» — Диана Арбенина, Борис Гребенщиков, Дмитрий Воденников, Леха Никонов, Стефания Данилова, Аля Кудряшева, Аня «Умка» Герасимова, Глеб Самойлов, Олег Груз, Светлана Лаврентьева (Кот Басе), Андрей Родионов, Александр Гагарин (группа «Сансара»), Яшка Казанова, Илья Чёрт, Loc-Dog, Андрей Бледный («Лед 9» / «25/17»), Ольга Седакова, Хаски, Татьяна Зыкина, Алексей Румянцев («Пионерлагерь Пыльная Радуга»), Всеволод Емелин, Вадик Королев (OQJAV), Вера Павлова, Надя Грицкевич («Наадя»), Илья Черепко-Самохвалов («Петля Пристрастия»), Алексей Вдовин («НедРа») и многие другие.

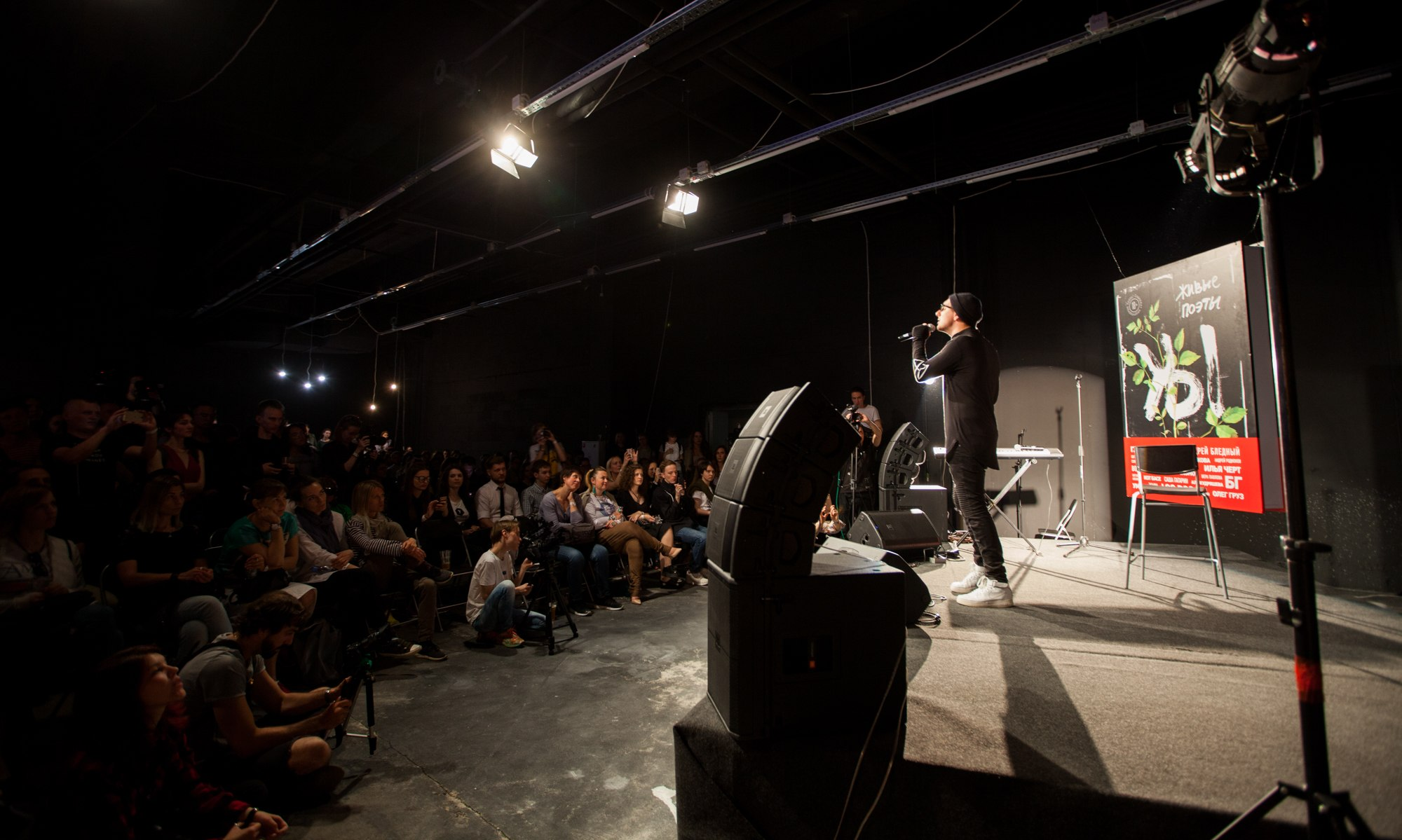
Андрей Орловский на фестивале «в живую»

Однако преимущественное большинство участников проекта — молодые и неизвестные широкому читателю поэты со всего мира.
«Сказать, что „Живые поэты“ ставят перед собой какую-то культурологическую задачу, нельзя. Нас не интересует поэтическое сообщество, существующая расстановка сил и внутренняя иерархия. В первую очередь наш проект — это история не про объединение необъединимого, а про отдельных талантливых людей: тех, кто никогда не издавался в больших издательствах, а иногда даже не публиковал свои стихи в интернете» — из интервью Андрея Орловского для «Афиша. Daily» .
На данный момент, помимо Андрея, участниками редакции «ЖЫ» являются ещё шесть человек.

### Деятельность
Название «Живые поэты» сокращается редакцией до аббревиатуры, содержащей намеренную ошибку — «ЖЫ», что отражает «бодрую и полемичную идеологию проекта».
Главными целями «ЖЫ» являются развитие и популяризация современной поэзии. Редакция проекта публикует стихи авторов проекта в социальных сетях, а их интервью и комментарии — в СМИ, выпускает книги, помогает с организацией и информационной поддержкой концертов. «Живые поэты» не имеют возрастных, социальных или географических ограничений — автором проекта может попробовать стать каждый, кто пишет на русском языке. Несмотря на это, редакцией «ЖЫ» проводится тщательный отбор и редактура: в среднем, автором проекта становится один человек из 80, подавших заявки. Отбор осуществляется в соответствии с конституцией проекта — неформальным списком рекомендаций для авторов.
«ЖЫ» активно сотрудничают с благотворительным фондом спасения тяжелобольных детей «Линия жизни».

## «ЖЫкнига»
В апреле 2018 года «Живые поэты» выпустили антологию «ЖЫкнига», в которую вошли стихи 119 лучших авторов проекта за три года . Сборник вышел в крупнейшем издательстве России «Эксмо», объединив именитых литераторов, культовых музыкантов, молодых малоизвестных авторов и героев андеграунда.
Буктрейлер антологии «ЖЫкнига»
Ещё до выхода «ЖЫкнига» породила споры в профессиональном сообществе, а после — была отмечена десятками противоречивых рецензий:
• «Так поэзию в России ещё не издавал никто» (Labirint.ru);
«Участники сборника „Живые поэты“ под предводительством Андрея Орловского — одного из его авторов и основной движущей силы проекта — намерены добиться прижизненного признания. Минимум, на который они претендуют, — быть прочитанными, максимум — возродить поэтический жанр как формат, позволяющий отвечать на сущностные вопросы человечества» (Вячеслав Суриков, «Эксперт»)
«Помпезные „Живые поэты“ обернулись совершеннейшей какофонией, несмотря на присутствие там многих превосходных авторов — средь непонятно кого» (Данила Давыдов, «Литературная Россия»);

«Авторский проект поэта и культуртрегера Андрея Орловского ставит перед собой амбициозную и сложную задачу — вывести современную поэзию из академического семинара и закрытого салона обратно туда, откуда она вышла — фигурально выражаясь, на площадь, в пространство клуба и даже улицы» (Михаил Визель, «Российская Газета»); 
«„ЖЫвые“ — это книга-триггер, книга-пиар и книга-химера, сшитая из полных противоречий и взаимоисключений» («Новая Газета»); 

• «Мы давно привыкли, что выпуск литературных сборников и раздача премиальных „слонов“ — это междусобойчик. А „ЖЫ“ — настоящий, как говорится, „гала-концерт“ с самыми разнообразными номерами, подготовленными в самых разных уголках нашей необъятной страны» (Владимир Гуга, «Год Литературы»).
Весь стартовый тираж в 5000 экземпляров был выкуплен у издательства в первый день продаж, за месяц сборник пережил два переиздания. Книга вошла в несколько топ-рейтингов, получила от издательства «Эксмо» награду за лучшую обложку, была номинирована и прошла в шорт-лист премии «Книга года», а также выиграла премию «Ревизор — 2018» в номинации «Инновационный книжный проект».

## Фестиваль «вЖЫвую»
Фестиваль «вЖЫвую», посвященный выходу сборника, состоялся 26 мая 2018 года в Москве и стал одним из самых массовых поэтических мероприятий года: всего о книге и фестивале вышло полторы сотни публикаций в ведущих отечественных СМИ, а концерт посетило более 500 человек из 24 городов СНГ.
На фестивале выступили Леха Никонов, Дмитрий Воденников, Саша Гагарин («Сансара»), Андрей Орловский, Стефания Данилова, Вадик Королев (OQJAV, «Королев Попова»), Алексей Румянцев («Пионерлагерь Пыльная Радуга»), Яшка Казанова, Егор Сергеев и другие авторы проекта. Специальным гостем фестиваля стал современный композитор Миша Мищенко.
«Было круто, как на рок-концерте» — отозвался о фестивале русский поэт и эссеист Дмитрий Воденников, «усилиями Андрея Орловского современная поэзия прорвалась к широкому читателю» — отмечал в своем репортаже для сайта «Год литературы» журналист Александр Соловьев.

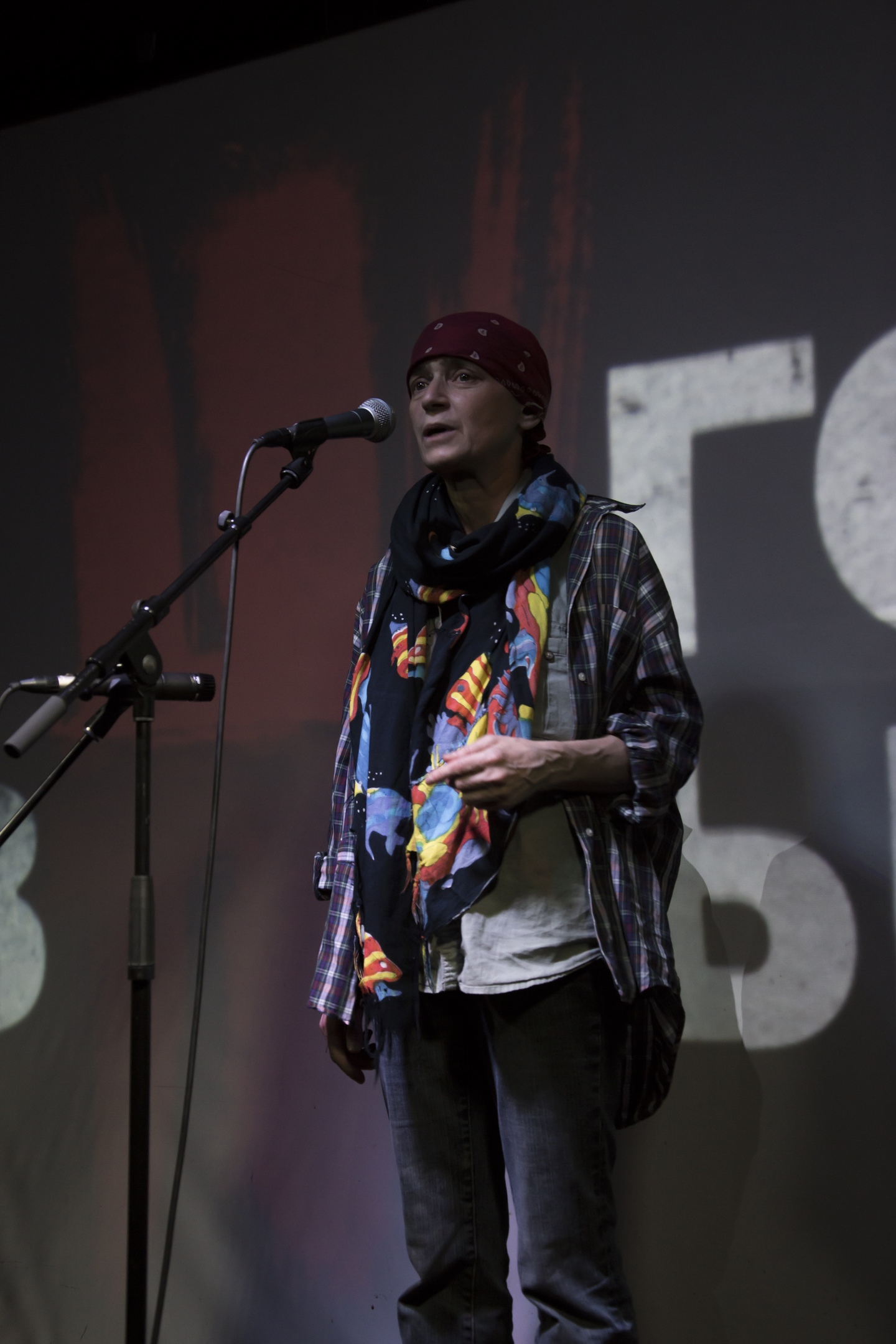
Анна (Умка) Герасимова на дне рождения проекта «Три года в живую», 2018 год

«Ощущение, что людей собралось больше, чем на знаменитых шестидесятнических чтениях в Политехническом. Это было какое-то сумасшествие, настоящая движуха, сплошной поток, многим не хватило места, и люди, толпясь, стояли» — писала «Новая газета».
В рамках фестиваля прошло открытие арт-пространства NOL — экспериментальной платформы для молодых талантов в области исполнительского искусства, созданная основателем и художественным руководителем Gogol School Ильей Ромашко.

## Другие инициативы
«Живые поэты» активно участвуют в творческих коллаборациях, выставках и других совместных проектах.
К участию в фестивале «вЖЫвую» организаторами были привлечены тату-мастера, барберы и современные художники.
Стихи участников проекта стали частью экспозиции мультимедийной выставки «Страсти по Фрейду», прошедшей в центре дизайна ArtPlay.
Авторы и редакторы «ЖЫ» принимали участие в книжном фестивале «Красная площадь», XIII Международном Книжном Салоне в Санкт-Петербурге, выступали на 31-й ММКВЯ.
На текущий момент команда проекта «Живые поэты» анонсировала несколько спецпроектов:
- Проведение премии актуальной поэзии «ЖЫпремия», призванная определить лучших, по мнению читателей, авторов сборника «Живые поэты» (совместно с порталом LiveLib)[53][54];
- Выпуск антологии «ЖЫкнига. Глава II»[55];
- Издание книги «Семидесятые» совместно с фотографом Игорем Верещагиным и проведение одноимённой выставки в МАММ[56];
- Организация международной образовательной платформы «ЖЫшкола»[57] .